# Мрозовска, Зофья
Зофья Мрозовска (пол. Zofia Mrozowska; 24 августа 1922 или 23 августа 1922, Варшава — 19 августа 1983, Варшава, Польша) — польская актриса театра, кино и телевидения.

## Биография
Зофья Мрозовска родилась 24 августа 1922 года в Варшаве. Актёрское образование получила в Государственном институте театрального искусства в Варшаве, который окончила в конспирации в 1944 году. 
Дебютировала в театре в 1945 году. Актриса театров в Лодзи и Варшаве. Выступала в спектаклях «Театра телевидения» в 1954—1979 гг.  
Зофья Мрозовска умерла 19 августа 1983 года в Варшаве и была похоронена на Кальвинистском кладбище родного города.

## Избранная фильмография
- 1946 — Запрещённые песенки / Zakazane piosenki — еврейская певица
- 1948 — Последний этап / Ostatni etap — цыганка
- 1954 — Валтасаров пир / Uczta Baltazara — Томчиньская
- 1955 — Часы надежды / Godziny nadziei — актриса
- 1964 — Закон и кулак / Prawo i pięść — Анна
- 1970 — Локис / Lokis. Rękopis profesora Wittembacha — Шемётова, мать графа
- 1975 — Квартальный отчет / Bilans kwartalny — мать Янека
- 1977 — Кукла / Lalka — графиня Иоанна Каролёва
- 1980 — Константа / Constans — мать Витольда
- 1980 — Контракт / Kontrakt — Мария, бывшая жена Адама

## Признание
- 1954 — Государственная премия ПНР 2-й ступени.
- 1955 — Золотой Крест Заслуги.
- 1962 — Награда «Комитета в дела радио и телевидение».
- 1964 — Государственная премия ПНР 2-й ступени.
- 1966 — Награда Министра культуры и искусства ПНР.
- 1968 — Награда «Комитета в дела радио и телевидение».
- 1970 — Кавалерский крест Ордена Возрождения Польши.
- 1975 — Награда Министра культуры и искусства ПНР.
- 1977 — Офицерский крест Ордена Возрождения Польши.